# 文昌四
大熊座θ，又名BD+52 1401，HD 82328、SAO 27289、HR 3775，是大熊座的一颗恒星，视星等为3.17，位于銀經165.45，銀緯45.66，其B1900.0坐标为赤經9h 26m 10.3s，赤緯+52° 45.66′ 0″。